# Segheneytī
Segheneytī är en ort i Eritrea.   Den ligger i regionen Debubregionen, i den centrala delen av landet, 40 km sydost om huvudstaden Asmara. Segheneytī ligger 2 188 meter över havet och antalet invånare är 5 656.
Terrängen runt Segheneytī är huvudsakligen kuperad. Segheneytī ligger uppe på en höjd. Runt Segheneytī är det mycket glesbefolkat, med 6 invånare per kvadratkilometer. Närmaste större samhälle är Dek'emhāre, 15,1 km väster om Segheneytī. Omgivningarna runt Segheneytī är i huvudsak ett öppet busklandskap.